# Păun Otiman

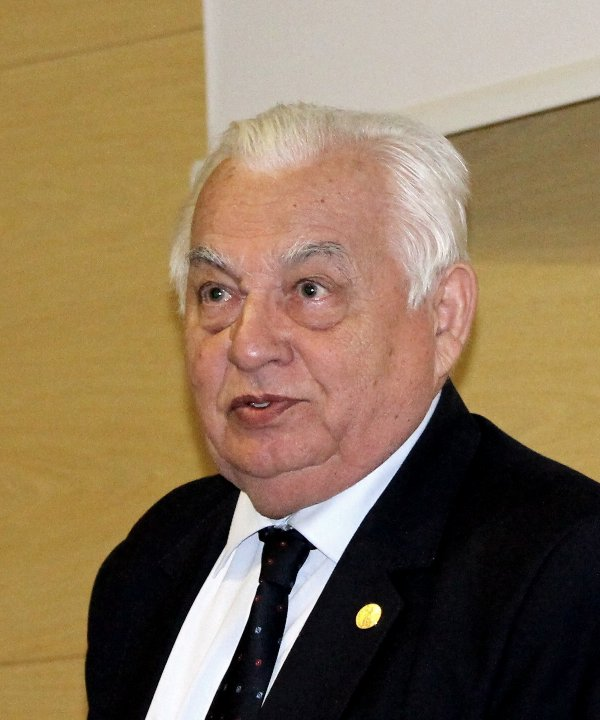
Păun Otiman, 2017

Păun-Ion Otiman (* 28. Mai 1942 in Gârbovăț, Kreis Caraș-Severin) ist ein rumänischer Agrar- und Wirtschaftswissenschaftler. Er ist Mitglied der Rumänischen Akademie der Wissenschaften in Bukarest, war Gründungsrektor der Landwirtschaftlichen und Veterinärmedizinischen Universität des Banat in Timișoara und mehrmaliges Mitglied des rumänischen Senats (1992–96 und 2000–04; PNL), in dem er von 1992 bis 1995 Vorsitzender des Landwirtschaftsausschusses und von 2000 bis 2004 Vorsitzender des Ausschusses für Bildung und Wissenschaft war.

## Biographie
Otiman besuchte die Grundschule in Gârbovăț, das Gymnasium in Bozovici und das Gymnasium General Dragalina in Oravița. Studien an der Polytechnischen Universität Timișoara in Agrarwissenschaften und Wirtschaftswissenschaften sowie an der Universität für Agrarwissenschaften und Veterinärmedizin Bukarest in Agrarökonomie schlossen sich an und wurden jeweils mit Prädikatsexamen abgeschlossen. Mit seiner Dissertation zum Management in der Landwirtschaft wurde er 1974 zum Dr. promoviert. Er wurde Dozent (1971), Assistenz-Professor (1978) und Professor (1990) an der Landwirtschaftlichen und Veterinärmedizinischen Universität des Banat in Timișoara mit einer zusätzlichen Lehrverpflichtung für Doktoranden. Seine Lehrgebiete: Management, Landwirtschaftliche Betriebslehre, Ökonomische Kybernetik, Informationssysteme und Agrarpolitik.
Otiman veröffentlichte 14 Bücher sowie mehr als 300 Fachartikel in rumänischen und internationalen Fachzeitschriften. Er war an einer Vielzahl von nationalen und europäischen Forschungsprojekten beteiligt und verfasste als Projektleiter mehr als 20 Verfahrenshandbücher.
Schwerpunkte der wissenschaftlichen Arbeit sind:
- Agrarökonomie und Agrarpolitik
- Mathematische Modellierung der landwirtschaftlichen Produktion
- Technische und wirtschaftliche Optimierung der landwirtschaftlichen Produktion
- Volkswirtschaftsanalysen

Otiman wurde 1990 Gründungsrektor der aus der Polytechnischen Universität Timișoara ausgegliederten Landwirtschaftlichen und Veterinärmedizinischen Universität des Banat. Diese Position hatte er bis 2004 inne. Von 1992 bis 1996 war er für die Convenţia Democrată Română (CDR) Mitglied des rumänischen Senats, wo er den Kreis Timiș vertrat. Er war von 1992 bis 1995 Vorsitzender des Ausschusses für Landwirtschaft, Nahrungsmittelindustrie und Forsten und 1996 einer der Sekretäre des Senats. Im Jahr 2000 wurde er erneut für eine vierjährige Amtszeit in den Senat gewählt, diesmal für die Partidul Național Liberal (PNL). Während dieser Legislaturperiode präsidierte er im Ausschuss für Bildung und Wissenschaft. Außerdem war er Vizepräsident der rumänischen Rektorenkonferenz (2000–2004), Generalsekretär der Rumänischen Akademie der Wissenschaften (2006–2008) und Vorsitzender verschiedener Kommissionen der Weltbank, der Universitäten und rumänischer Akademien. Zusammen mit Karl Fritz Lauer war er Mitinitiator der 2007 wiedereröffneten Ackerbauschule Vojteg.
Păun Otiman ist verheiratet mit Prof. Diana Otiman; der gemeinsame Sohn ist Ingenieur und Dozent.

## Auszeichnungen und Mitgliedschaften
- „Ion Ionescu de la Brad Preis“ der Rumänischen Akademie der Wissenschaften für das Buch „Optimisation of the Agricultural Production“ (Facla Publishing House, 1987).
- „Opera Omnia Preis“ des rumänischen Ministeriums für Erziehung als erfolgreicher Wissenschaftler (2000)
- Dr. Honoris causa der Universität der Agrarwissenschaften und Tiermedizin in Bukarest (2002)
- Mitglied der Schriftleitung „Revue of Science Policy and Scientometry“ (2002–2008)
- Mitglied der Schriftleitung der Rumänischen Akademie der Wissenschaften, Serie B: Chemistry, Life sciences and geosciences (2002–2005)
- Mitglied des Direktoriums der Biotechnologie Stiftung „Schwarzes Meer“ (2003–2005)
- Schriftleiter der Zeitschrift „Economy and Rural Development“ (seit 2008)
- Direktor des Instituts für Agrarökonomie in der rumänischen Akademie der Wissenschaften (seit 2008)
- Organisator und Sprecher bei mehreren rumänischen und internationalen Kongressen

## Publikationen (Auswahl)
- Păun Ion Otiman: Agronomia Banatica Sau Dorinta de a Fauri Retrospectiva 1989-2006 Perspectiva 2015-2013, Bukarest und Timisoara 2015, ISBN 978-973-27-2538-2 und ISBN 978-973-108-632-3
- Heining, R., Otiman, P. and F. Heidhues: Experiences from Institution Sequencing and Timing in Romania’s Rural Financial Sector. IAAE-Conference 2000 in Berlin “Managing Tomorrow`s Agriculture: Incentives, Institutions, Infrastructure and Innovations”. Proceedings of the Mini-Symposium “Institution Sequencing and Timing in Transition Economies”.